# ملخاص (دودانغة)
ملخاص (بالفارسية: ملخاص) هي منطقة سكنية تقع في إيران في قسم دودانغة الریفي. يقدر عدد سكانها بـ 62 نسمة.